# Felice!
Felice! was een spelprogramma op de openbare omroep BRT dat gepresenteerd werd door Felice Damiano (Dré Steemans). Het programma liep twee seizoenen van 1989 tot 1990.
In het programma spelen twee duo's tegen elkaar door vragen over diverse onderwerpen te beantwoorden en vervolgens prijzen of bommen te selecteren die verstopt zitten achter vierentwintig televisieschermen.  Het winnende duo maakt in de eindronde kans op een auto.

## Afleveringen
- Seizoen 1: 12 januari 1989 - 25 mei 1989 (20 afl.)
- Seizoen 2: 7 september 1989 - 31 mei 1990 (37 afl.)